# Manishi Dey
Manishi Dey (* 22. September 1909 in Dhaka; † 31. Januar 1966 in Kolkata) war ein indischer Maler der Bengal School of Art. Er war der jüngere Bruder von Mukul Dey, einem indischen Lehrer für Malerei und Gravur.
Manishi Dey war einer der vielfältigsten Studenten von Abanindranath Tagores Bengal school of art. Deren Studenten schlossen berühmte Maler wie Nandalal Bose, Asit Kumar Haldar, Sarada Ukil, Mukul Dey, K. Venkatappa und Jamini Roy ein. Dey reiste unermüdlich durch Indien, immer auf der Suche nach neuen Motiven und Variationen.
Dey war Mitglied der Progressive Artists’ Group, welche die moderne indische Malerei nachhaltig beeinflusste. Er war ein ausgebildeter Künstler in „Indischer Malerei“ und der Pastell „Wash“ Technik. Später in seiner Karriere wandte er sich dem Kubismus sowie einer Reihe unterschiedlicher Medien zu. Er traf sich häufig mit Künstlern wie Sailoz Mookherjea und Shantanu Ukil in New Delhi während der 1940er und frühen 1950er Jahre. Dey lieferte damals viele Beiträge die halfen die indische Kunst zu modernisieren.
Seine erste Einzelausstellung fand 1928 in Kolkata statt und seine Werke wurden in vielen Präsentationen gezeigt. Die All India Fine Arts & Crafts Society stellte 1946 seine Bilder in einer großen Ausstellung in Neu-Delhi aus, zusammen mit denen anderer berühmter indischer Künstler wie Amrita Sher-Gil und Sailoz Mookherjea. Seit dem Ende des 20. Jahrhunderts erleben seine Werke eine Renaissance und wurden in London und New York gezeigt.
Die National Gallery of Modern Art NGMA in Mumbai zeigt mehrere Werke von Manishi Dey, und die State Lalit Kala Akademie in Lakhnau, Uttar Pradesh, beherbergt ein Gemälde von Dey.